# Leonid von Optina

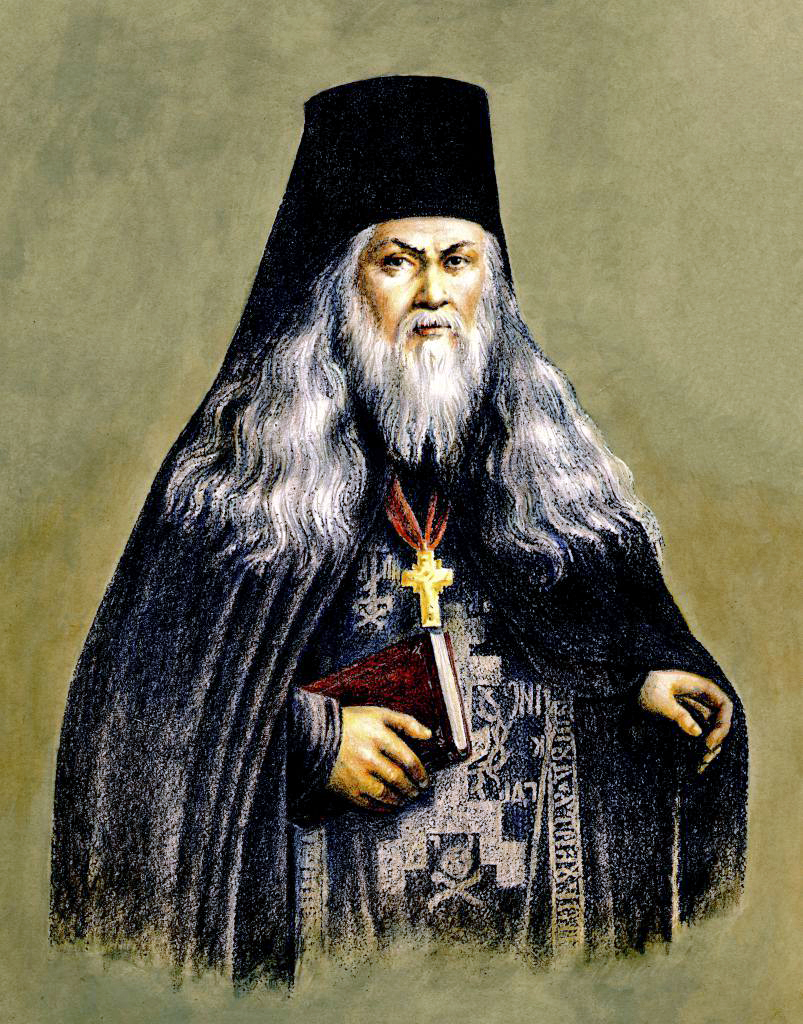
Leonid von Optina

Leonid von Optina (russisch Лев Оптинский; * 1768 in Karatschew im Gouvernement Orjol, Russisches Kaiserreich; † 11. Oktoberjul. / 23. Oktober 1841greg. im Optina-Kloster im Gouvernement Kaluga), mit bürgerlichem Namen Lew Danilowitsch Nagolkin (russisch Лев Данилович Наголкин), war ein Mönch und Seelsorger. Er wird in der russisch-orthodoxen Kirche als Heiliger verehrt und zählt zu den Starzen. Auch in der evangelischen Kirche in Deutschland gilt er als denkwürdiger Glaubenszeuge.

## Leben
Alle Datumsangaben in diesem Kapitel richten sich nach dem damals in Russland üblichen julianischen Kalender.

### Jugend
1784 wurde Lew Nagolkin Kaufmannsgehilfe. In diesem Beruf reiste er durch Russland. So lernte er, mit verschiedenen Leuten umzugehen.

### Suche nach Einsamkeit

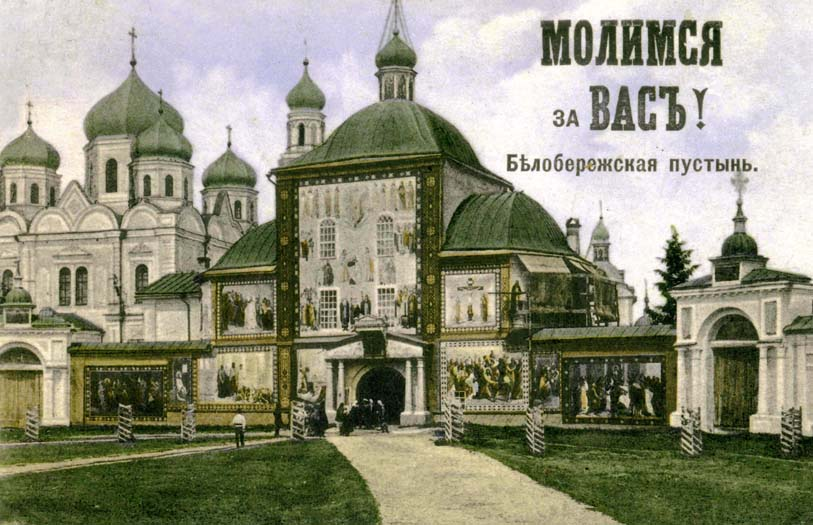
Das Kloster zur weißen Klippe

1797 erfolgte sein Eintritt in die Mönchskolonie Optina in Kaluga. Selbst dort erschien ihm das Leben zu unruhig. So ging er 1799 in die Einsiedelei zur weißen Klippe nahe Orjol, die von Abt Wassili Kischkin geleitet wurde. Dieser war zuvor Mönch auf dem Berg Athos. Hier lernte Nagolkin Gehorsam, Geduld und verschiedene Exerzitien. 1801 erhielt er von Kischkin die Tonsur und wurde unter dem Ordensnamen Leonid Mönch. Am 22. Dezember 1801 wurde er zum Diakon und am 24. Dezember zum Priester geweiht. Durch seine Pflichterfüllung wurde Leonid zum Vorbild für seine Brüder. Dadurch wurden seine Oberen auf ihn aufmerksam. Für gewisse Zeit weilte Leonid auch im Kloster Cholnsk. Dort traf er Theodore, einen Schüler des Païssi Welitschkowski (1722–1794). Der etwa zehn Jahre ältere Theodore stammte ebenfalls aus Karatschew. Von ihm lernte Leonid viel über geistliches Ringen und wie aus orthodoxer Sicht die Gnade des Heiligen Geistes zu erlangen sei. Leonid wurde ungewöhnlich schnell sehr prominent. So wurde er 1804 von Bischof Dorotheus von Orlow und Swensk zum Abt der Einsiedelei gewählt; er verließ Theodore nur ungern.

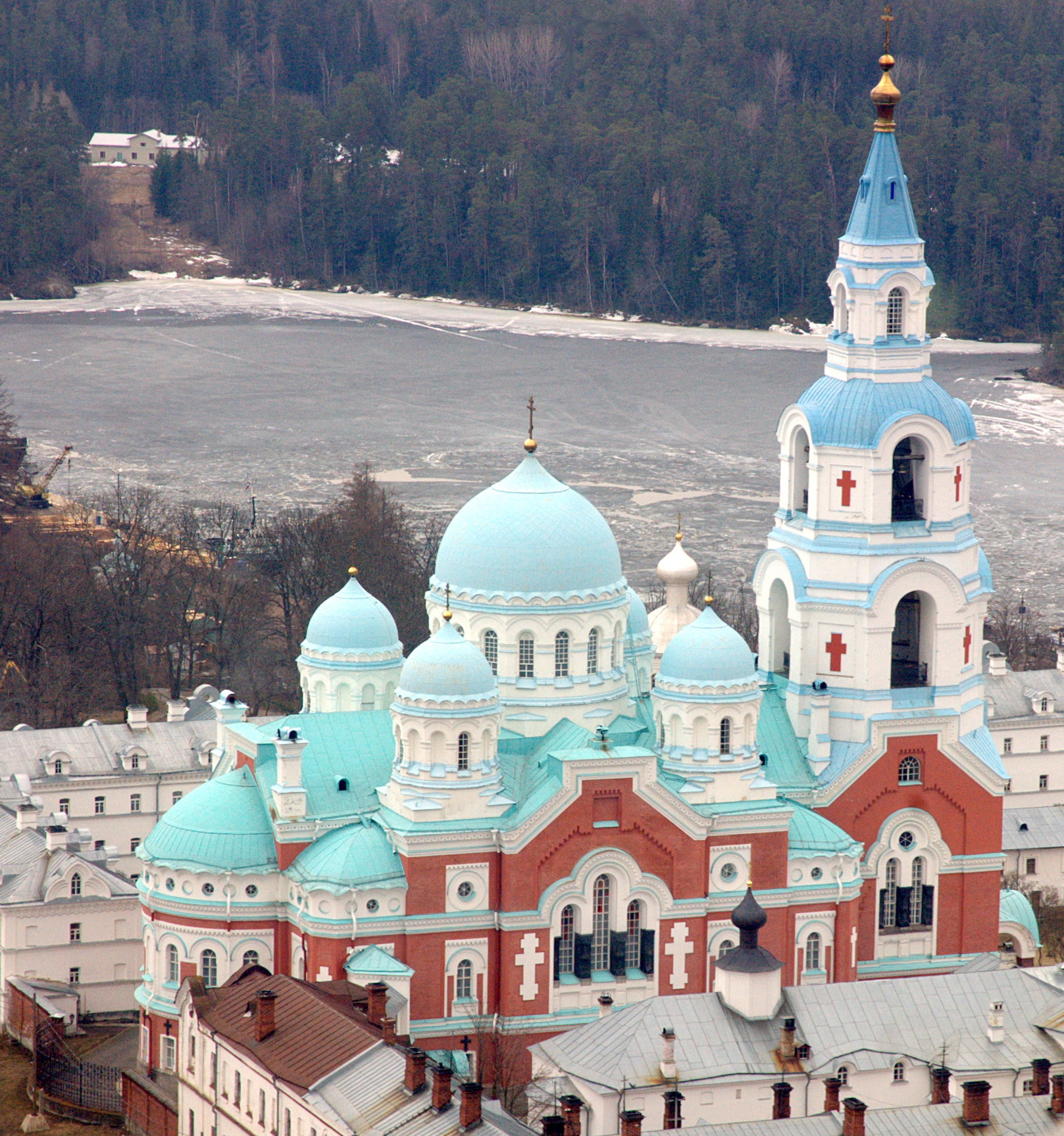
Die Kathedrale des Klosters Walaam

1805 ging Theodore allerdings ebenfalls in die Einsiedelei. Die Gespräche mit ihm brachten Leonid noch mehr Fortschritt in seinem geistlichen Leben. Theodore, der sich nach Einsamkeit sehnte, erhielt die Erlaubnis, mit seinem Schüler Kleopas etwa eine Meile entfernt seine Zelle einzurichten. 1808 legte Leonid das Amt des Abtes wieder nieder und schloss sich Theodore und Kleopas an, um sich noch mehr dem Gebet und jeder Art von Enthaltsamkeit widmen zu können. Er erhielt den Rang eines Schema-Mönchs und den Namen Lev (oft übersetzt mit Leo). Die Berühmtheit der drei Brüder sorgte für zahlreiche Besucher und Ablenkungen vom geistlichen Ringen. So zog sich Theodore 1809 in das Neue Seekloster zurück, dann sandte ihn Metropolit Ambrosius von St. Petersburg in die Einsiedelei auf der Palei-Insel. 1812 zog Theodore dann in die Allerheiligeneinsiedelei des abgelegenen Klosters Walaam im Ladogasee, wo er wieder mit Leonid und Kleopas zusammentraf.
Kleopas starb 1816. Leonid und Theodore zogen in das Kloster des Hl. Alexander von Swir. Zar Alexander I. besuchte 1820 das Kloster, um die berühmten Mönche zu treffen. Sie beantworteten seine Fragen so kurz wie möglich, um nicht geschwätzig zu erscheinen. Als er um ihren Segen bat, erwiderte ihm Theodore, dass er kein geweihter Mönch sei. Der Zar verbeugte sich und ging. Leonid folgte immer weiter dem Weg des Starzentums. Dies bedeutete, dass er sich immer mehr der Buße und Askese hingab und das Alleinsein mit Gott suchte. Dies und der Tod Theodores am 7. April 1822, dem Freitag nach Ostern, weckten in ihm den Wunsch, das Kloster zu verlassen und einen einsameren Ort zu suchen. Erzbischof Ambrosius Podobedew von Kasan war bereit, ihn dafür in seiner Diözese aufzunehmen; ferner wurde er in die Orlow-Diözese eingeladen, um dort in der Ploschanski-Einsiedelei zu leben; außerdem wurde ihm vom Mönch Moses und dem Bischof Philaret von Kaluga angeboten, in das Optina-Kloster zurückzukehren.

### Begegnung mit Makari, Leonid als Starez
Aber erst 1828 wurde es Leonid gestattet, sein Kloster zu verlassen. So gelangte er mit seinen Schülern zunächst in die genannte Einsiedelei, wo er den Mönch Makari Iwanow traf. Dieser war ebenfalls Schüler eines Starez, der seinerseits Schüler von Païssi Welitschkowski war. Nach dem Tod dieses Starez fühlte sich Makari verwaist und betete zu Gott um einen erfahrenen geistigen Führer. Als Leonid eintraf, betrachtete Makari seine Gebete als erhört. Leonid lebte nun völlig abgeschieden und ungestört tief im Wald. Er galt jetzt als großer Starez. Dieser Titel, der in etwa „ehrwürdiger Greis“ bedeutet, wurde für Menschen verwendet, die sich jahrelang im völligen Bewusstsein der Gegenwart Gottes in völliger Einsamkeit befanden und ständig das Jesusgebet beteten. Die Enthaltsamkeit sollte sie zu einem möglichst einfachen Denken und geistlicher Reife führen, um andere beraten und zu Gott führen zu können. Diesen Menschen wurde mit besonderer Achtung begegnet, ohne dass damit ein besonderes Amt verbunden gewesen wäre.
Die häufigen Ortswechsel Leonids in dieser Lebensphase sind nicht auf einen unsteten Charakter Leonids zurückzuführen, sondern den Umständen geschuldet. Das Starzentum war im klösterlichen Leben des 18. und 19. Jahrhunderts in Russland in Vergessenheit geraten und wurde für eine Neuerung gehalten, was zu Missverständnissen, Verleumdungen, Neid und regelrechter Verfolgung führte. Dies sollte sich besonders in Leonids letzten Lebensjahren zeigen.

### Starez in Optina

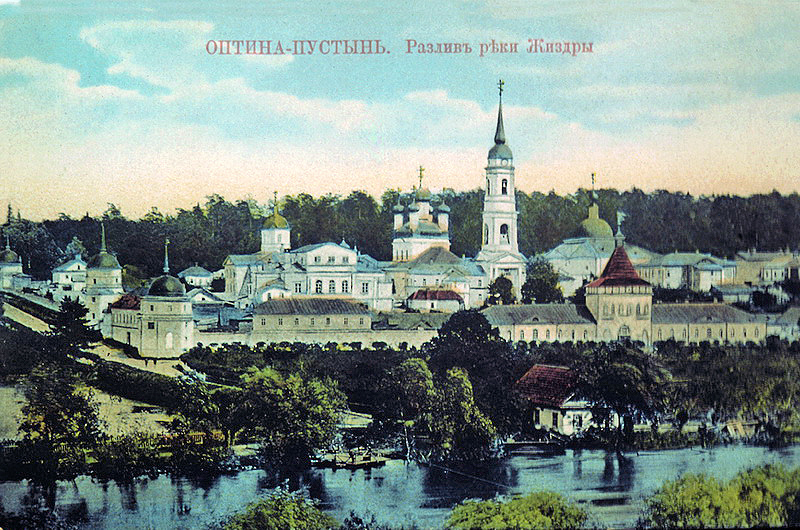
Das Optina-Kloster mit dem Fluss Schisdra im 19. Jahrhundert

Im April 1829 folgte Leonid schließlich der Einladung nach Optina, wohin er jetzt mit sechs Schülern zurückkehrte. Sie erhielten Einsiedlerklausen, Leonid nahe der Imkerei, seine Schüler an anderen Orten. Leonids Ankunft leitete ein neues Kapitel in der Geschichte Optinas ein, da er mit Makari, der weiterhin in Briefkontakt mit ihm stand, bis er 1834 ebenfalls in eine Klause dieses Klosters zog, das Starzentum in Optina einführte. Dies bedeutete, dass keine Entscheidung mehr ohne sein Wissen und seinen Segen getroffen wurde. Jeden Abend besuchten ihn die Mönche, um ihre geistlichen Bedürfnisse zu besprechen und ihre Sünden in Gedanken, Worten und Werken zu bekennen. Er bot ihnen Trost in ihren Sorgen, Rat in ihrem geistlichen Ringen und Hilfe, ihre Probleme zu lösen. Viele Menschen aus allen sozialen Schichten, sowohl aus städtischem als auch aus ländlichem Umfeld, suchten Leonids Rat, er wurde weit über Optina hinaus berühmt. Er konnte ihnen in ihren geistlichen Anfechtungen aufgrund der Erfahrungen seiner dreißigjährigen Askese helfen. Bisweilen soll er auch ihre körperlichen Gebrechen geheilt haben, indem er sie mit Öl aus der Lampe salbte, die stets vor der Wladimir-Marienikone in seiner Zelle brannte.
Auch bildete er weitere Schüler aus, so wie er von Theodore ausgebildet worden war und dieser wiederum von Païssi Welitschkowski. Die Führung als Schüler durch einen Älteren galt in der Orthodoxie als sicherer und verlässlicher Weg zur Erlösung. Der Ursprung dieser Tradition lag in Ägypten und Palästina und gelangte über den Berg Athos schließlich nach Russland. Durch Leonid wurde das Starzentum weithin bekannt.
Makari unterstützte Leonid bei seiner Korrespondenz und der geistlichen Betreuung der Mönche und der Besucher Leonids. Leonid hielt sich an die Weisheit des Johannes Klimakos, dass ein Lehrer keinen Lohn erwarten könne, wenn er seine Schüler nicht korrigierte, dass er sich ungerecht verhielte, wenn er die Möglichkeit, einen Schüler auf seinem Weg ein Stück weiter zu führen, nicht nutzte und dass es auch bei den Fleißigsten und Geduldigsten zu Rückschlägen führe, wenn sie keinen Tadel von ihrem Lehrer erhielten. Diese Ansichten spiegelten sich auch in seinem Umgang mit Makari.
So ist eine Situation überliefert, in der Makari vom Abt Moses gebeten wurde, einige Novizen bei der Aufnahme zu protegieren. Makari fasste die Bitte als Befehl auf, verbeugte sich und ging zu Leonid, der gerade von zahlreichen Ratsuchenden umgeben war, um ihm zu berichten, warum Moses ihn hergerufen habe. Leonid blickte ihn ernst an und fragte: „Was hast du getan? Hast du dem zugestimmt?“ Makari antwortete: „Ich habe fast zugestimmt, oder besser gesagt: Ich habe nicht gewagt, zu widersprechen.“ Leonid entgegnete: „Das ist typisch für deinen Stolz.“ und maßregelte ihn mit erhobener Stimme, als wäre er sehr wütend. Makari verbeugte sich lange Zeit und bat um Vergebung. Die Anwesenden verfolgten erstaunt das Geschehen. Nachdem Leonid ausgeredet hatte, sagte Makari: „Vergib mir, Vater. Gibst du mir deinen Segen, es abzulehnen?“ Leonid antwortete: „Wie kannst Du es ablehnen? Du kannst es nicht ablehnen, die Sache ist geklärt.“
Andererseits zeigte sich in vielen Situationen Leonids Zuneigung und Respekt gegenüber Makari, da er ihm viel Vertrauen entgegenbrachte und ihn zu seinem Helfer und Mitarbeiter machte. Leonid führte das Starzentum in zwei weiteren Klöstern der Kaluga-Diözese ein.

### Führung von Nonnen
Daneben führte er auch einige Nonnen aus anderen Diözesen. In den Frauenklöstern in Belew, Sewsk und Baryssau waren einige seiner Schülerinnen auf ihrem geistlichen Weg fortgeschrittener als andere. Diese wurden Starzinnen für die anderen Schwestern, teils während, teils nach Leonids Lebenszeit.

### Beschwerden über Leonid
In den Jahren 1835 und 1836 beschwerten sich einige Personen, darunter auch Mönche, die mit dem Konzept des Starzentums nicht einverstanden waren, da sie es in Unkenntnis seiner langen Tradition als eine Neuerung ansahen, beim Bischof über Leonid. Die Beschwerden waren wenig erfolgreich. So besuchte Bischof Gabriel von Kaluga Optina und zeigte sich Abt Moses’ Politik gegenüber günstig eingestellt. Er wies die Unzufriedenen vor allen Brüdern zurecht und befahl ihnen, sich zu bessern. Die Unzufriedenheit bei einigen Mönchen blieb, dies hing mit der großen Zahl der Besucher zusammen, die, wie sie meinten, die Ruhe des Klosters störten, wie sie in Berichten an den Bischof schrieben. Nikolaus, der neue Bischof von Kaluga, ignorierte die Beschwerden zunächst. Dann erreichte ihn eine anonyme falsche Anschuldigung gegen Moses und Leonid. So befahl der Bischof aus unbekannten Gründen, Leonid möge seine Zelle nahe der Imkerei verlassen und in das Kloster ziehen. Ferner verbot er Leonid, Laien zu empfangen, weder weibliche noch männliche. Da keine Zelle im Kloster verfügbar war, zog Leonid stattdessen in eine Einsiedlerklause. 1836 bekam Leonid die formelle Anordnung, in das Kloster zu ziehen. Abt Moses und Antonius, der Vorsteher der Einsiedelei, hatten keine Wahl. Sie wussten, das Leonid unschuldig war, mussten aber dem Bischof gehorchen.

### Ablösung durch Makari und Lebensende

Makari Iwanow

Ebenfalls 1836 übernahm Makari die Aufgabe des Vaters des Klosters. Dieses Amt hatte er bereits für über sieben Jahre im Konvent in Sewsk innegehabt. Er unterwarf sich aber weiterhin in allen Dingen freiwillig Leonid, der Makari hingegen mittlerweile mehr als Freund und Mitarbeiter denn als Schüler betrachtete.
1837 besuchte Metropolit Filaret I. Amfiteatrow von Kiew (Amtszeit 1837–1858) in Begleitung von Bischof Nikolaus von Kaluga Optina. Der Metropolit kannte Leonid aus seiner Zeit im Kloster zur weißen Klippe und zeigte seinen Respekt gegenüber Leonid und Abt Moses. Die Gegner der beiden waren darüber bestürzt. Selbst Nikolaus begann daraufhin, den Beschwerden weniger Gewicht beizumessen, und Leonids Position festigte sich.
In seinen letzten Lebensjahren kam noch eine weitere Prüfung auf Leonid zu. So wurde er 1841 in Streitigkeiten unter einigen Nonnen im Kreuzerhöhungskonvent in Belew verwickelt, die zu seinen Schülerinnen gehörten. Die Zufriedenheit von Äbtissin Epaphrodite mit den Fortschritten Mutter Anthias, die unter Leonids Führung zur Starzin geworden war, und einiger ihr nahestehender Nonnen in der Ablegung ihres eigenen Willens, der Reinigung ihrer Gedanken und dem Kampf gegen ihre Begierden erregte den Neid einiger Schwestern. Eine von ihnen beschwerte sich bei ihrem geistlichen Vater und verbreitete Gerüchte über Anthia und ihre Gefährtinnen. Der Vater war bereits vorher gegen Anthia und ihre geistliche Führung durch Leonid eingenommen. Er begann ebenfalls, Anschuldigungen und Verleumdungen gegen Leonid zu verbreiten, da er das Starzentum ablehnte. Bischof Damascenus von Tula hörte von dem Gerücht, der Priester habe eine neue Ketzerei im Konvent von Belew aufgedeckt, und lud ihn und Anthia vor, um sie zu befragen. Er glaubte dem Priester, und beschloss, zu handeln. So kam es im Februar 1841 auf Anordnung des Bischofs zum Ausschluss der Starzin und einer weiteren Schwester aus dem Konvent wegen angeblich abweichlerischer Meinungen. Leonid war damit als Unruhestifter und Rebell gegen jegliche Autorität gebrandmarkt, was er mit Geduld ertrug. Erneut wurde er angewiesen, seine Zelle bei der Imkerei zu verlassen und in eine Zelle zu ziehen, die möglichst weit von den Toren des Klosters entfernt liegen sollte. Auch der Empfang von Laien wurde ihm wieder verboten.
Im September 1841 verschlechterte sich Leonids Gesundheitszustand; er war fünf Wochen lang krank. Er lehnte es jedoch ab, sich von einem Arzt untersuchen zu lassen oder Medikamente zu sich zu nehmen. Am 15. September erhielt er die Krankensalbung und bereitete sich auf seinen Tod vor. Er verabschiedete sich von seinen Brüdern und segnete sie. Auch gab er jedem von ihnen ein Erinnerungsstück, beispielsweise eine Ikone oder ein Buch. Am 28. September empfing er die Kommunion (insgesamt zwölf Mal in den letzten zwei Wochen seines Lebens) und nahm danach keine Nahrung und nur noch wenig Wasser zu sich. Er bat darum, dass die Liturgie für die Abreise der Seele für ihn gelesen werden möge. Die Brüder reagierten besorgt, Leonid meinte aber, dass sie diese Liturgie wohl mehrmals lesen müssten. Tatsächlich wurde sie bis zu seinem Tod acht Mal für ihn gelesen.
Die schriftliche Intervention Metropolit Filarets beim Bischof für Leonid führte am 4. Oktober 1841 zur Wiederaufnahme der ausgeschlossenen Schwestern; der Bischof kam zu der Überzeugung, der Priester habe in blindem Eifer gehandelt.
Ab dem 6. Oktober war Leonid bettlägerig und bat seine Brüder, um eine Verkürzung seiner Leiden zu beten. Am Morgen des 11. Oktober 1841 empfing er das letzte Mal die Kommunion und erhielt Besuch von Basil Bragusin, der in der Region als sogenannter Narr in Christo bekannt war. Bragusin soll den Tod des Starez vorhergesehen haben und war über eine Strecke von 180 km angereist, um sich von ihm zu verabschieden. Um 10 Uhr morgens begann Leonid, sich mehrmals, gefolgt von den Worten „Ehre sei Gott“, zu bekreuzigen. Danach schwieg er für längere Zeit. Dann sagte er zu den Umstehenden: „Jetzt wird die Gnade Gottes mit mir sein.“ Nach etwa einer Stunde soll er trotz seiner Schmerzen sehr fröhlich gewirkt haben, wohl aufgrund der Erwartungen, die er in die Ewigkeit setzte. Abends verabschiedete er sich von den Anwesenden und segnete sie still. Bis auf einen Schüler verließen sie den Raum. Leonid starb schließlich um 19 Uhr 30.

## Zitate

### Über das weltliche Leben
„Пристрастия к миру опасайся, хотя он и льстит тебе спокойствием и утешением, но они так кратковременны, что и не увидишь, как лишишься их, а наступит место раскаяния, тоска, уныние и никакого утешения.“

Übersetzung:

„Hüte dich vor leidenschaftlichen Verhaftungen an die Welt. Obwohl sie dich mit Friede und Trost erfüllen, sind sie so flüchtig, dass du nicht bemerkst, wie sie dich verlassen, und an ihrer Stelle kommen Kummer, Sehnsucht, Verzweiflung und Trostlosigkeit.“

### Über das Gebet
„Кого посетит Господь тяжким испытанием, скорбию, лишением возлюбленного из ближних, тот и невольно помолится всем сердцем и всем помышлением своим, всем умом своим. Следственно, источник молитвы у всякого есть, но отверзается он или постепенным углублением в себя, по учению отцев, или мгновенно Божиим сверлом.“

Übersetzung:

„Wen auch immer der Herr mit einer schmerzhaften Prüfung heimsucht, mit Kummer oder mit dem Verlust eines geliebten Menschen, solch eine Person wird unwillkürlich mit ihrem ganzen Herzen, all ihren Gedanken und ihrem ganzen Geist beten. Folglich ist der Quell des Gebets in Jedem: Er wird entweder angezapft, indem man sich nach und nach in Übereinstimmung mit den Lehren der Väter in sich selbst vertieft, oder plötzlich, wie vom Blitz getroffen, wenn Gott bis in den Kern der Seele hindurchsticht.“

## Dialoge

### Über die Worte der Heiligen
Schüler: „Welche Bücher der Heiligen Väter sollte man besser lesen: Die des Klimakos, oder des Isaak von Syrien oder des Abba Barsanuphios?“
Leonid: „Lese die Worte der Heiligen durch deine Handlungen.“

### Über den Weg zur Erlösung
Schüler: „Welches ist der einfachste Weg, errettet zu werden? Auf welchem Pfad? Ich frage nur für mich selbst.“
Leonid: „Stell dir vor, dass der Herr Jesus Christus über die Erde wandelt in all Seiner menschlichen, evangelischen Einfachheit. Wenn du mit Ihm zusammen gingst, wärst du irgendwie besser als jetzt?“
Schüler: „(Nachdem ich einen Moment nachdachte, antwortete ich dem Starez:) Ich vermute, ich würde der Selbe wie vorher bleiben, ohne irgendeine besondere Gnade Gottes. Waren da nicht schließlich viele, die Christus folgten und dann abfielen?“
Leonid: „Und was ist es, das die Gnade Gottes mehr als alles andere anzieht?“
Schüler: „Ich weiß es nicht, Vater.“
Leonid: „Wenn du schlicht wärst wie die Apostel, würdest nicht deine menschlichen Schwächen verbergen, würdest nicht vorgeben, besonders fromm zu sein, wenn du frei von Scheinheiligkeit wandeln würdest, dann wäre das der Pfad. Obwohl er einfach ist, kann nicht jeder ihn finden oder verstehen. Dieser Pfad ist der kürzeste Weg zur Erlösung und zieht die Gnade Gottes an. Anspruchslosigkeit, Arglosigkeit, Aufrichtigkeit der Seele - dies ist es, was dem Herrn wohlgefällig ist, Der von Herzen demütig ist. Wenn ihr nicht werdet wie die Kinder, so werdet ihr nicht ins Himmelreich kommen (Mt 18,3 ).“

## Anekdote
Eines Tages war Leonid damit beschäftigt, eine Gruppe von Novizen zu unterweisen, als ein großer, distinguiert aussehender Mann mit militärischen Epauletten auf ihn zuging. „Was kann ich für dich tun?“ fragte der Starez. „Nun“ antwortete der Mann, „ich habe so viel über dich gehört, dass ich einen genauen Blick auf dich werfen wollte.“ Als Antwort richtete der Starez sich auf, straffte die Schultern und strich den langen Bart hinab. Nachdem er eine Weile so gestanden hatte, drehte er sich für ein paar Sekunden ins Profil. „Genug gesehen?“ fragte er. Der Besucher, der in großer geistlicher Unruhe zu dem Kloster gekommen war, wählte Starez Leonid als seinen Beichtvater und wurde den nächsten Monat über von ihm unterwiesen.

## Nachleben

### Trauer
Leonid wurde für drei Tage in der Kirche aufgebahrt. Es heißt, sein Leichnam habe nach dieser Zeit noch keinen Geruch verbreitet, sein Körper sei warm gewesen und seine Hände sollen sich weich angefühlt haben. Die Kirche war von morgens bis spät in die Nacht mit Menschen gefüllt, die sich von ihm verabschieden wollten.
Am 13. Oktober fand seine Trauerfeier unter Moses Leitung im Beisein aller örtlichen Mönche und Diakone statt. Er wurde nahe der Hauptkirche am Muttergottestor beerdigt, gegenüber der Kapelle des Hl. Nikolaus.
Im Jahre 1843 besuchte Bischof Nikolaus von Kaluga Optina und zelebrierte einen Gedenkgottesdienst am Grab Leonids. Er sagte dem Abt und den Brüdern, dass er es bedauere, dass er den Starez zu seinen Lebzeiten nicht ausreichend gewürdigt und sogar einige unhaltbare Gerüchte über ihn geglaubt habe, die ihn veranlasst hatten, Leonid mit Verdacht und Misstrauen zu begegnen. Er räumte ein, dass er sich im Irrtum befunden habe, als er geglaubt habe, was gewisse Leute ihm gesagt hatten, und drückte seine Hoffnung aus, dass die Biographie des Starez einmal veröffentlicht werde.

### Literarische Rezeption
Kliment Zedergolm verfasste eine Hagiographie über Leonid von Optina.
Fjodor Michailowitsch Dostojewski erwähnt in Die Brüder Karamasow einen Starez Sosima. Kapitel 5 des ersten Buchs lehnt sich in der Darstellung des Starzentums stark an diese Hagiographie an.

### Evangelisches Gedenken
Ein zunächst inoffizieller Gedenktag für Leonid von Optina am 24. Oktober wurde von Jörg Erb für sein Buch Die Wolke der Zeugen (Kassel 1951/1963, Bd. 4, Kalender auf S. 508–520) eingeführt. Die Evangelische Kirche in Deutschland übernahm im Jahre 1969 diesen Gedenktag in den damals eingeführten Evangelischen Namenkalender, seitdem hat dieser evangelische Gedenktag offiziellen Charakter.

### Orthodoxe Kanonisation
Die russisch-orthodoxe Auslandskirche hat Leonid gemeinsam mit einigen anderen Starzen von Optina – Makari, Ilarion Ponomarew, Amwrosi Grenkow, Anatoli Serzalow, Warsonofi Plichankow und Anatoli Potapow – im Jahre 1990 kanonisiert. Die lokale Verehrung wurde durch das Patriarchat von Moskau am 13. Junijul. / 26. Juni 1996greg. erlaubt. Die Erhebung der Reliquien begann am 24. Junijul. / 7. Juli 1998greg. und wurde am folgenden Tag abgeschlossen. Da dieser Tag mit dem Johannistag zusammenfällt, wurde der Gedenktag der Erhebung der Reliquien von Patriarch Alexius II. von Moskau auf den 27. Juni im julianischen Kalender (gegenwärtig 10. Juli im gregorianischen Kalender) festgelegt. Die Reliquien der heiliggesprochenen Starzen ruhen nun in der neuen Kirche der Wladimir-Ikone der Mutter Gottes. Die universelle Verehrung wurde vom Moskauer Patriarchat am 7. August 2000 beschlossen. Leonid trägt als Heiliger den Titel eines ehrwürdigen Vaters.
Leonids orthodoxer Gedenktag ist der 11. Oktober im julianischen Kalender und der 24. Oktober im modernen orthodoxen Kalender, der hinsichtlich der Datumsangaben gegenwärtig mit dem gregorianischen Kalender parallel läuft.

## Attribute
Leonid wird auf Ikonen in der Kleidung eines Priestermönchs dargestellt, bisweilen mit einer Schriftrolle oder einem Buch in der Hand.